# Movieum
Als Movieum bezeichnen sich Filmmuseen in London (County Hall) und Paris. 

## Movieum London
Das Movieum London ist das einzige Museum im Vereinigten Königreich, welches der nationalen Filmgeschichte und Filmproduktion gewidmet ist. Zahlreiche bedeutende Filmproduktionsgesellschaften, Verleihfirmen und Fachleute haben die Gründung des Museums unterstützt.
Unter den Ausstellungsstücken befinden sich unter anderem Requisiten und Kulissen aus den Filmen "Krieg der Sterne", "Alien", "Alexander", "Batman", "Superman III", "Superman IV", "Sleepy Hollow", "Hellraiser", "Highlander", "Flash Gordon", "Ein Fall für die Borger" und der Harry-Potter-Filme.

## Movieum Paris
Das Movieum Paris widmet sich hauptsächlich der nationalen Filmgeschichte und Filmproduktion. Als Besonderheit präsentiert es in einem begehbaren Aquarium Unterwasserroboter für Spezialeffekte oder Unterwasseraufnahmen.
Unter den Ausstellungsstücken befinden sich unter anderem Requisiten und Kulissen aus den Filmen "Terminator", "Krieg der Sterne" und "I, Robot".